# Taiguara
Taiguara Chalar da Silva (Montevidéu, 9 de outubro de 1945 — São Paulo, 14 de fevereiro de 1996) foi um cantor, compositor e instrumentista radicado brasileiro. Taiguara nasceu em Montevidéu, no Uruguai, em 1945, durante uma temporada de espetáculos de seus pais, o bandoneonista e maestro Ubirajara Silva e sua mãe, Olga Chalar, também uruguaia, cantora de tango. Foi casado com Eliane Potiguara, de 1978 a 1985, com quem teve três filhos.
Radicado no Brasil, estabeleceu seu nome na Música Popular Brasileira, junto a nomes como Chico Buarque e Toquinho, após participar, ser finalista e ganhar uma série de festivais nos anos 1960, lançando álbuns com canções que marcaram sua primeira fase, como "Helena, Helena, Helena" e "Hoje", nos álbuns Taiguara! (1965) e Taiguara (1968). Nos anos 1970, lançou Viagem (1970), Carne e Osso (1971), Piano e Viola (1972) e Fotografias (1973). Entretanto, foi o artista mais censurado no Brasil durante o período do regime militar (1964-1985), tendo mais de sessenta canções censuradas entre os anos de 1972 e 1973, impedindo-o de gravar ou reproduzir uma série de composições. Um de seus álbuns, Let The Children Hear The Music, foi gravado no exterior mas censurado mesmo assim, impedindo seu lançamento. Em 1975 retorna ao Brasil após breve autoexílio, quando grava o icônico Imyra, Tayra, Ipy - Taiguara - que acaba sendo recolhido das lojas pela polícia.
Após mais extenso exílio, na Europa e na África, volta ao Brasil em princípios dos anos 1980, após a anistia, quando retoma carreira, com shows atravessando os anos 1990 e dois álbuns, mais ativos politicamente e com letras de canção também mais politizadas, Canções de Amor e Liberdade (1983) e Brasil Afri (1994). Morre em São Paulo, no ano de 1996, vítima de câncer.

## Vida e obra

### Primeiros anos - festivais de música e reconhecimento

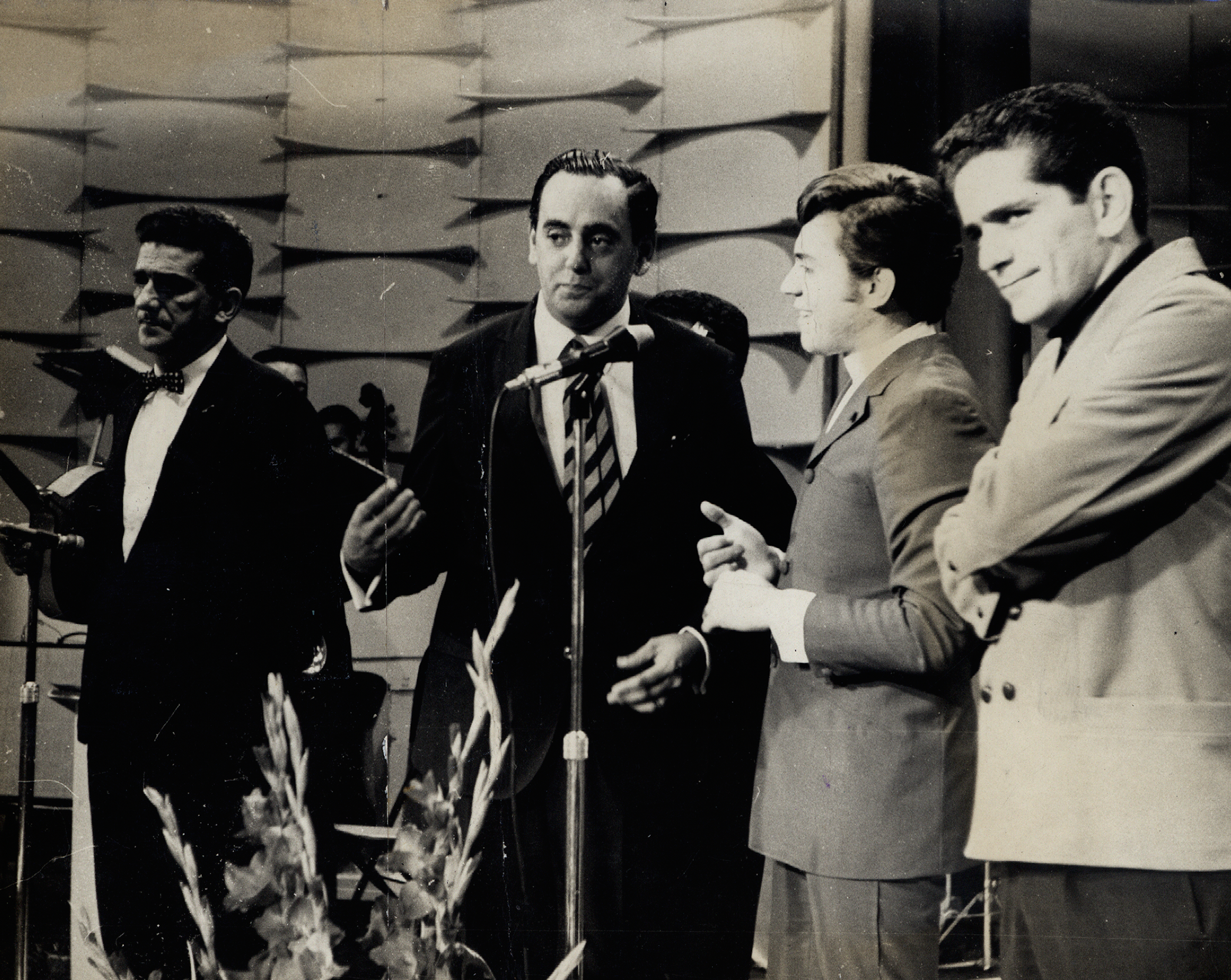
Da esquerda para direita: Jacob do Bandolim, Flávio Cavalcanti, Taiguara e Sérgio Bittencourt (década de 60)

Ainda durante sua infância, em 1949, sua família transfere-se para o Rio de Janeiro e posteriormente para São Paulo, em 1960. A primeira vez em que se apresentou em público foi em 1964, acompanhado por Vinícius de Moraes.
Mostrando aptidão para a música, decide largar o curso de Direito, na Universidade Presbiteriana Mackenzie, em seus primeiros anos de estudo, em 1965, para dedicar-se à carreira musical. Retorna, então, ao Rio de Janeiro para gravar seu primeiro álbum, Taiguara!, lançado pela Philips, com a produção de Armando Pittigliani e fortemente marcado pela influência predominante da Bossa Nova. Os arranjos do álbum possui autoria de Luiz Chaves, contrabaixista do Zimbo Trio. Na capa e na contracapa do LP, lê-se recomendações de Edu Lobo, Alayde Costa e Luizinho Eça.
Já nos primeiros anos da década de 1960 participa de vários festivais musicais (como o Festival de Música Popular Brasileira e o Festival Internacional da Canção) e programas da televisão. Seu segundo álbum de estúdio também sai pela gravadora Philips e pela produção de Pittigliani. Taiguara então grava diversos clássicos da MPB destes primeiros anos da década de 1960, por vezes de sua composição, por vezes de Chico Buarque, Vinícius de Moraes e Baden Powell. Estas faixas aparecem reunidas posteriormente nos álbuns Primeiro Tempo 5X0 e O Vencedor de Festivais. Dentre as canções vencedoras ou finalistas de festivais, destacam-se "Modinha", "Benvinda", "Helena, Helena, Helena" e "Nada sei de eterno". O espetáculo Primeiro Tempo 5x0 que deu origem a novo álbum de estúdio, homônimo, com Claudete Soares, levou Taiguara a novo patamar de reconhecimento Participou do Movimento Artístico Universitário. Também gravou a versão brasileira da canção "Um Garoto Chamado Charlie Brown", para o filme homônimo.

### Censura no Regime Militar

Taiguara em 1970

Considerado um dos símbolos da resistência à censura durante o regime militar brasileiro, Taiguara foi o compositor brasileiro mais censurado na história da MPB. Nos anos iniciais da década de 1970, após a proibição de reprodução da canção "A Ilha" (do álbum Carne e Osso, de 1971), teve 68 canções censuradas, impedindo-o de gravar diversas faixas, ou, ainda, impedindo suas posteriores reproduções em rádios e apresentações.
Os problemas com a censura levaram Taiguara a se autoexilar na Inglaterra em meados de 1973. Em Londres, estudou no Guildhall School of Music and Drama e gravou o álbum Let The Children Hear The Music, com Michel Legrand, cuja censura foi de praticamente todo o álbum, impedindo-o de ser lançado e tornando-se o primeiro disco estrangeiro de um brasileiro censurado no Brasil. Após quarenta anos da gravação deste álbum, as fitas originais ainda não foram re-encontradas.
Em 1975, voltou ao Brasil e gravou o Imyra, Tayra, Ipy - Taiguara com Hermeto Paschoal, participação de músicos como Wagner Tiso, Toninho Horta, Nivaldo Ornelas, Jacques Morelenbaum, Novelli, Zé Eduardo Nazário, Ubirajara Silva (pai de Taiguara), e uma orquestra sinfônica de 80 músicos.  O espetáculo de lançamento do disco foi cancelado e todas as cópias foram recolhidas das lojas em apenas 72 horas. Em seguida, Taiguara partiu para um segundo autoexílio que o levaria à África e à Europa por vários anos.

### Abertura política e últimos anos
Quando finalmente voltou a cantar no Brasil, em meados dos anos 80, não obteve mais o grande sucesso de outros tempos, muito embora suas canções de maior êxito tenham continuado a ser relembradas em flashbacks das rádios AM e FM. Nesta época, começa a trabalhar como jornalista no jornal Hora do Povo, com coluna própria, entrevistando figuras como Elza Soares. Voltando a carreira musical, organizou a turnê "Treze Outubros", contando com composições que iriam posteriormente aparecer em seus dois últimos álbuns. Em apresentações gravadas pela TV Bandeirantes e Manchete, contou com a participação de Ivan Lins e Beth Carvalho. Gravou Canções de Amor e Liberdade, em 1983 e Brasil Afri, em 1994, seus dois trabalhos mais politizados. É neste último que se encontra a faixa "O Cavaleiro da Esperança", canção em homenagem ao líder comunista brasileiro Luiz Carlos Prestes.
Em diversas atuações, Taiguara participa desde comícios da Diretas Já quanto de movimentos grevistas. Em Porto Alegre, quando realiza espetáculos na Esquina Democrática e na Casa de Cultura Mário Quintana pela ASSUFRGS (Associação dos Servidores da Universidade Federal do Rio Grande do Sul), durante greve da FASUBRA (Federação dos Sindicatos Trabalhadores Técnico-administrativos em Instituições Públicas de Ensino Superior do Brasil), em 1992.
Morreu em 1996 de falência múltipla de órgãos em decorrência de um câncer na bexiga.

### Visões políticas
Sem abandonar a natureza existencialista e poética de seus primeiros anos, ele se mostrou um artista politizado em oposição à ditadura militar. O álbum Imyra, Tayra, Ipy é baseado no livro de Quarup, de Antônio Callado. Com o exílio de Taiguara, um dos lugares visitados foi a Tanzânia, a partir de indicação de Paulo Freire. Lá, Taiguara entra em contato com as ideias de revolucionários africanos como Amílcar Cabral e Patrice Lumumba, além de estudar os clássicos do marxismo, como O Capital de Karl Marx e O Estado e a Revolução, de Lênin. Taiguara assumiu, após a volta ao Brasil e a abertura política do regime militar, a ideologia marxista-leninista, alinhando-se à leitura de Luiz Carlos Prestes da realidade brasileira. Estes ideais ficam claros em seus dois últimos álbuns, Canções de Amor e Liberdade e Brasil Afri.

## Legado

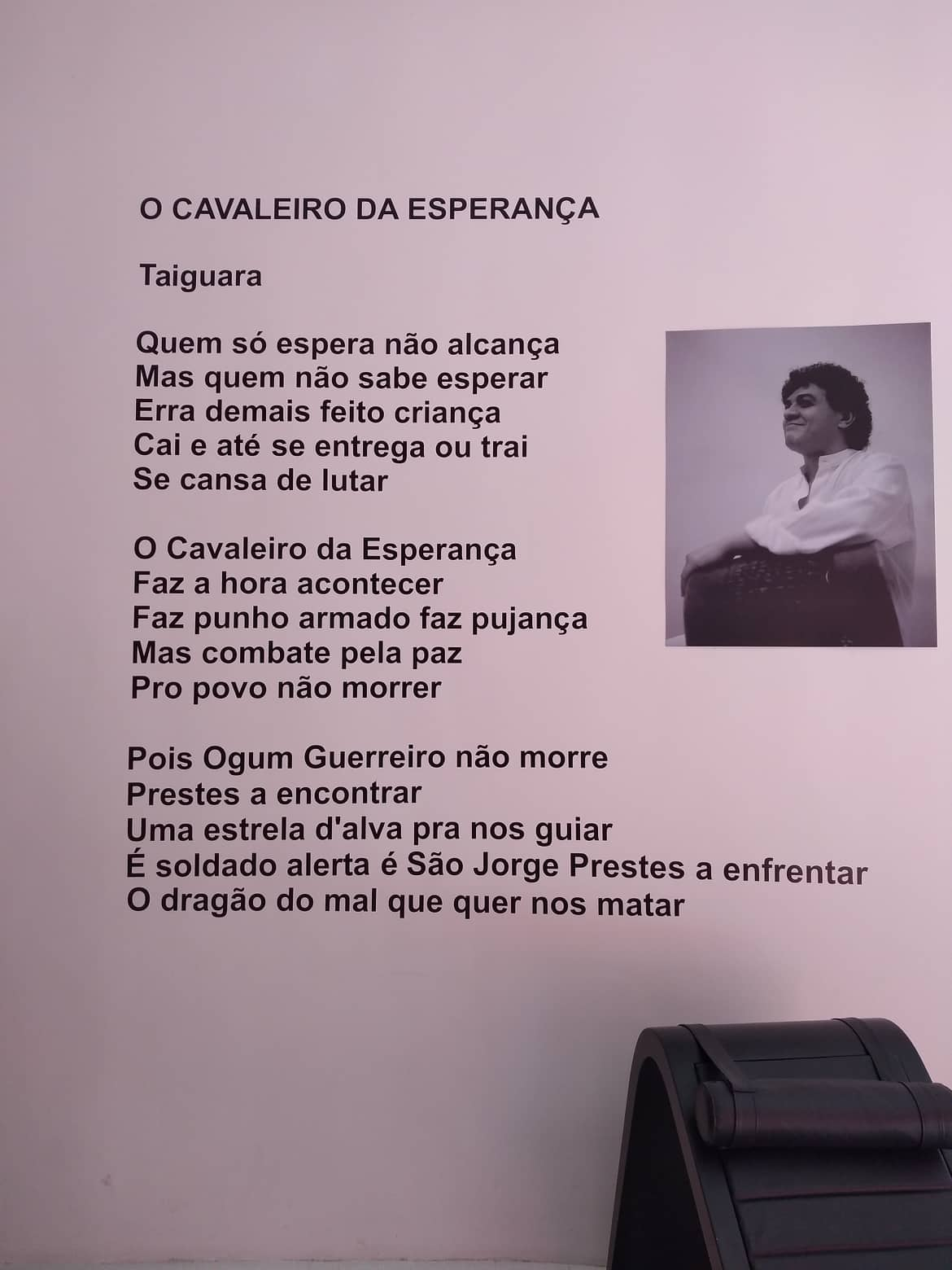

O compositor brasileiro Toquinho relembra Taiguara, com carinho, dentro da cena musical efervescente do início dos anos 1960, sendo pioneiro da música popular brasileira, conjuntamente com Chico Buarque.
O cantor Lenine afirma que o álbum de Taiguara, Imyra, Tayra, Ipy - Taiguara foi essencial para mudar sua concepção sobre música.
Em 2014, a vida de Taiguara seria contada em livro, Os Outubros de Taiguara, de Janes Rocha.
Em 2015, Taiguara recebeu post-mortem, o título de Cidadão do Estado do Rio de Janeiro, em homenagem na ALERJ.
Em entrevista de 2016, Guilherme Arantes admitiu ser grande fã e admirador da música de Taiguara. Admiração também explicitada em seu site oficial.
A canção "Hoje", de 1969, se encontra na trilha sonora do premiado filme franco-brasileiro Aquarius, lançado em 2016.
Em 2017, o grupo musical Trio D Favetti e Guego Favetti realizaram um álbum tributo a Taiguara, intitulado O Troco de Taiguara.
Em 2017, na inauguração do Memorial Luiz Carlos Prestes, seu filho, Lenine Guarani, cantou a canção "Cavaleiro da Esperança". No prédio, na parte interna, seu retrato posa ao lado da letra da referida canção.

## Discografia

### Álbuns de Estúdio
- Taiguara! (1965)
- Crônica da Cidade Amada (Com Paulo Autran, Rio 65, Portinho e sua orquestra e Blecaute) (1966)
- Primeiro Tempo 5x0 (Com Claudete Soares) (1966)
- Taiguara (Também conhecido como O Vencedor de Festivais) (1968)
- Hoje (1969)
- Viagem (1970)
- Carne e Osso (1971)
- Piano e Viola (1972)
- Fotografias (1973)
- Let The Children Hear The Music (obra censurada no exterior, nunca lançada e atualmente perdida) (1974)
- Imyra, Tayra, Ipy - Taiguara (1976)
- Canções de Amor e Liberdade (1983)
- Brasil Afri (1994)

### Compactos e EP's
- Público / Lar Futuro / Primeira Bateria (1975)
- Porto de Vitória / Sol do Tanganica (1981)
- Como Lima Barreto (2019)[22]

### Álbuns de Compilação
- Sucessos de Taiguara (1979)
- Teu Sonho Não Acabou (1990)
- Portfolio (1997)
- Ele Vive (2014)